# گلانتس آندر واینستراسه
گلانتس آندر واینستراسه (به آلمانی: Glanz an der Weinstraße) یک منطقهٔ مسکونی در اتریش است که در لیبنیتس واقع شده‌است. گلانتس آندر واینستراسه ۲۳٫۹۸ کیلومتر مربع مساحت دارد ۴۴۰ متر بالاتر از سطح دریا واقع شده‌است.